# Kelsie Ahbe
Kelsie Ahbe (Akron (Ohio), 6 de julho de 1991) é uma atleta canadiana especialista no salto com vara.

## Carreira

### Rio 2016
Representou seu país no Rio 2016, após se qualificar para as finais. Ficou em 12º lugar com 4,50 m.